# RCH in het seizoen 1958/59
Het seizoen 1958/1959 was het vierde jaar in het bestaan van de Heemsteedse betaaldvoetbalclub RCH. De club kwam uit in de Nederlandse Eerste divisie B en eindigde daarin op de 13e plaats. Tevens deed de club mee aan het toernooi om de KNVB beker, hierin werd in de tweede ronde verloren van Haarlem (1–2).

## Wedstrijdstatistieken

### Eerste divisie B
|       | Excelsior | GVAV  | Helmondia '55 | Heracles | Hermes DVS | HVC   | KFC   | RBC   | Rigtersbleek | Roda Sport | Sittardia | Stormvogels | Vitesse | De Volewijckers |
| ----- | --------- | ----- | ------------- | -------- | ---------- | ----- | ----- | ----- | ------------ | ---------- | --------- | ----------- | ------- | --------------- |
| Thuis | 2 – 3     | 1 – 1 | 2 – 2         | 3 – 2    | 0 – 3      | 0 – 1 | 3 – 1 | 1 – 2 | 3 – 0        | 1 – 0      | 1 – 1     | 2 – 4       | 0 – 0   | 1 – 0           |
| Uit   | 2 – 0     | 2 – 0 | 4 – 1         | 4 – 2    | 6 – 1      | 4 – 3 | 0 – 1 | 1 – 2 | 2 – 0        | 2 – 3      | 6 – 0     | 3 – 2       | 3 – 0   | 2 – 0           |

### KNVB beker
| 1e ronde                                            | Wilhelmus                        | 1 – 6 (1 – 3) | RCH                                                            |
| 5 april 1959 Plaats: Voorburg Sportpark Vriendschap | Chiel Jansen 4'                  |               | 34', –' Louis Biesbrouck Jan Zevenhoven –', –', –' Doby Peters |
| 2e ronde                                            | Haarlem                          | 2 – 1 (1 – 1) | RCH                                                            |
| 30 april 1959 Plaats: Haarlem Jan Gijzenkade        | Piet Groeneveld Aad Goedhart 85' |               | Piet Henke                                                     |

## Statistieken RCH 1958/1959

### Eindstand RCH in de Nederlandse Eerste divisie B 1958 / 1959
| Stand | Gespeeld | Gewonnen | Gelijk | Verloren | Punten | Doelpunten voor | Doelpunten tegen |
| ----- | -------- | -------- | ------ | -------- | ------ | --------------- | ---------------- |
| 13e   | 28       | 8        | 4      | 16       | 20     | 35              | 61               |

### Topscorers
| #                 | Naam                    | Goal |
| ----------------- | ----------------------- | ---- |
| 1.                | László Nánai            | 10   |
| 2.                | Maup Kruijer            | 8    |
| 3.                | Piet van der Lippe      | 5    |
| 4.                | Piet Henke              | 4    |
| 5.                | Doby Peters             | 3    |
| 6.                | Louis Biesbrouck        | 1    |
| 6.                | Piet Brouwer            | 1    |
| 6.                | Jan Honout              | 1    |
| 6.                | Christiaan Schoonenberg | 1    |
| Onbekend doelpunt |                         |      |
| –                 | Onbekend                | 1    |
| Totaal            | Totaal                  | 35   |

| #      | Naam             | Goal |
| ------ | ---------------- | ---- |
| 1.     | Doby Peters      | 3    |
| 2.     | Louis Biesbrouck | 2    |
| 3.     | Piet Henke       | 1    |
| 3.     | Jan Zevenhoven   | 1    |
| Totaal | Totaal           | 7    |